# اینگلبی بارویک
longitudeاینگلبی بارویکlatitudeاینگلبی بارویک
اینگلبی بارویک (به انگلیسی: Ingleby Barwick) یک منطقهٔ مسکونی در بریتانیا است که در انگلستان واقع شده‌است.

## خصوصیات
اینگلبی بارویک ۱۹٬۶۰۰ نفر جمعیت دارد.